# Tudorji (TV-serija)
Tudorji (izvirno The Tudors) je zgodovinska fiktivna serija kanadsko-irske produkcije, ki jo je ustvaril Michael Hirst. Serija govori o vladavini angleškega monarha Henrika VIII. in je poimenovana po dinastiji Tudorjev. Zadnja sezona serije, četrta, se je začela aprila 2010 in se končala junija 2010.

Serijo je v Sloveniji predvajal POP TV. Termin je bil od ponedeljka do četrtka okoli 23:10
Prva sezona je prišla na spored 4. januarja 2010.  Takoj po koncu prve sezone je začel predvajati tudi drugo sezono, ki se je končala 4. februarja 2010.
3. sezona je na spored prišla 3. januarja 2011 in se končala 13. januarja 2011. Zadnja 4. sezona je prišla na spored v torek, 6. septembra 2011 in se končala v sredo, 21. septembra 2011.

## Igralci
- Jonathan Rhys Meyers
- Sam Neill
- Jeremy Northam
- Natalie Dormer

## Nagrade in nominacije
- emmy za kostumografijo - 2008
- 2 nominaciji za zlati globus (najboljša dramska serija in Jonathan Rhys Meyers za najboljšega igralca v dramski seriji) - 2007
- 13 irskih nagrad za film in televizijo - 2008 in 2009